# Igreja de Santo André (Kinson)

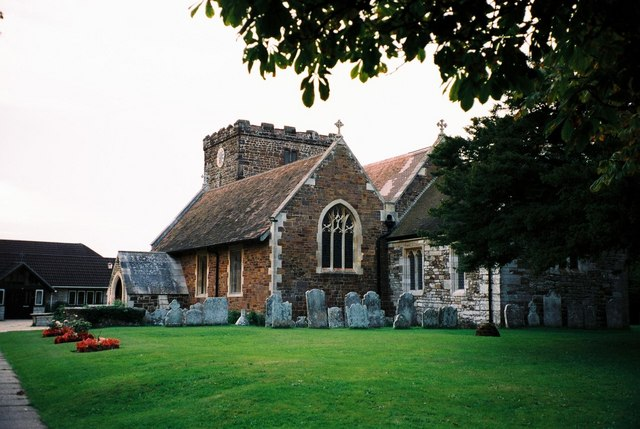
A igreja em 1995

A Igreja de Santo André é uma igreja paroquial histórica listada como grau II * em Kinson, Bournemouth, Dorset. A igreja data do século XII.

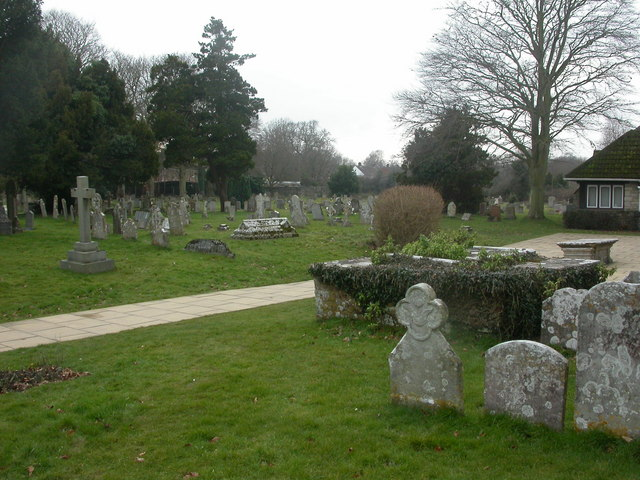
Cemitério da igreja